# Јунаке
Јунаке (често се користи и назив Јунаци) је насеље у општини Зубин Поток на Косову и Метохији. Атар насеља се налази на територији катастарске општине Јунаке површине 1.054 ha. Историјски и географски припада Ибарском Колашину. Насеље је на јужним обронцима Рогозне. Налази се на платоу горњег тока Бањске реке, у подножју брда које га одваја од села Зечевиће. После ослобађања од турске власти место је у саставу Рашког округа, у срезу дежевском, у општини рајетићској и 1912. године има 89 становника. У периоду 1952-1955. године насеље је било у саставу Општине Бањска у склопу Звечанског среза.

## Демографија
Насеље има српску етничку већину.
Број становника на пописима:
- попис становништва 1948. године: 135
- попис становништва 1953. године: 152
- попис становништва 1961. године: 117
- попис становништва 1971. године: 86
- попис становништва 1981. године: 26
- попис становништва 1991. године: 17